# 维莱勒塞克 (马恩省)
维莱勒塞克（法語：Villers-le-Sec，法語發音：[vilɛʁ lə sɛk]）是法国马恩省的一个市镇，属于维特里勒弗朗索瓦区。

## 地理
维莱勒塞克（48°48'49"N, 4°51'15"E）面积5.8 平方千米，位于法国大東部大區马恩省，该省份为法国东北部内陆省份，北起阿登省，西北接埃纳省，西南接塞纳-马恩省，南至奥布省，东南接上马恩省，东临默兹省。
与维莱勒塞克接壤的市镇（或旧市镇、城区）包括：阿利扬塞勒、贝唐库尔拉隆格、埃尔斯勒莫吕、韦尔南库尔。

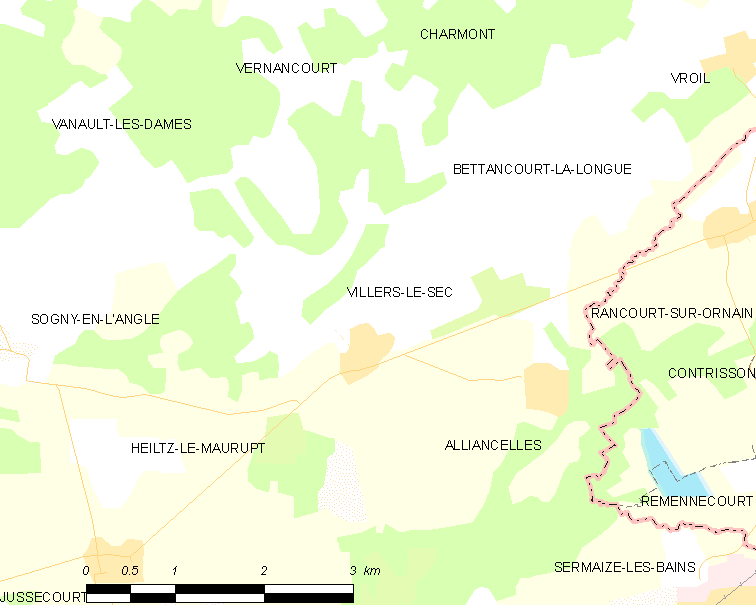
的OSM定位图

维莱勒塞克的时区为UTC+01:00、UTC+02:00（夏令时）。

## 行政
维莱勒塞克的邮政编码为51250，INSEE市镇编码为51635。

## 政治
维莱勒塞克所属的省级选区为塞迈兹莱班县。

## 人口

1962-2008年间人口变化图示

维莱勒塞克于2022年1月1日时的人口数量为109人。